# Kalciumhydrid
Kalciumhydrid är en kemisk förening som har den kemiska formeln CaH2. 